# Kazanpınar, Kelkit
Kazanpınar là một xã thuộc huyện Kelkit, tỉnh Gümüşhane, Thổ Nhĩ Kỳ. Dân số thời điểm năm 2008 là 54 người.